# Comté de Portois (Saint-Nicolas-de-Port)
Pour les articles homonymes, voir Comté de Portois.
Le comté de Portois était la partie du duché de Lorraine située autour de Nancy. Son chef-lieu était Saint-Nicolas-de-Port, nommé Port avant qu'un chevalier revenant des Croisades y laisse comme relique un doigt de Saint Nicolas et génère le pèlerinage à la basilique de Saint-Nicolas-de-Port.